# Neromia quieta
Neromia quieta är en fjärilsart som beskrevs av Louis Beethoven Prout 1912. Neromia quieta ingår i släktet Neromia och familjen mätare. Inga underarter finns listade i Catalogue of Life.